# Leonidas Kokkas
Leonidas Kokkas –en griego, Λεωνίδας Κόκκας– (Korçë, Albania, 3 de junio de 1973) es un deportista griego que compitió en halterofilia.
Participó en los Juegos Olímpicos de Atlanta 1996, obteniendo una medalla de plata en la categoría de 91 kg. Ganó dos medallas de bronce en el Campeonato Mundial de Halterofilia, en los años 1998 y 1999.

## Palmarés internacional
| Juegos Olímpicos   | Juegos Olímpicos         | Juegos Olímpicos  | Juegos Olímpicos |
| Año                | Lugar                    | Medalla           | Categoría        |
| ------------------ | ------------------------ | ----------------- | ---------------- |
| 1996               | Atlanta (Estados Unidos) | Medalla de plata  | 91 kg            |
| Campeonato Mundial |                          |                   |                  |
| Año                | Lugar                    | Medalla           | Categoría        |
| 1998               | Lahti (Finlandia)        | Medalla de bronce | 94 kg            |
| 1999               | Atenas (Grecia)          | Medalla de bronce | 94 kg            |